# 一般教育と専門教育
この項目では、日本の高等教育における一般教育（いっぱんきょういく）と専門教育（せんもんきょういく）の区分について述べる。
なお、ドイツやアメリカの教育制度の分析では一般教育と専門職業教育という対置が行われることがある。

## 概要
日本の高等教育における一般教育もアメリカのgeneral educationに由来するが、本来、general educationは内容的に「高等普通教育」といった訳を当てるべきところを「一般教育」と訳されたため日本では専門教育の対立概念の意味合いが強くなったといわれている。

## 一般教育
一般教育（いっぱんきょういく）とは普遍性を理念とする教育を指す。一般教育は、人文科学、社会科学、自然科学などの基礎科学を基本に総合科学、応用科学など、主題的なテーマを扱う。一般的には、大学（短期大学を含む。以下同じ）などの高等教育に関する概念として用いられている。一般教育は幅広く物事を身につけ、それを深く人生に生かそうとする教養の概念にも通じ、人間のための基礎的、基本的な教育である。
なお、小学校などの初等教育、中学校・高等学校などの中等教育として行われるものについては普通教育と呼ぶが、それらは学習指導要領に基づく教育課程であり、本項でいう一般教育とは意味合いの異なるものである。

## 専門教育
専門教育（せんもんきょういく）とは、特定の分野のために深く深化した教育を指す。日本における専門教育は、高等学校や専修学校高等課程（いわゆる高等専修学校）などの後期中等教育、および大学や高等専門学校（高専）などの高等教育から開始される。
後期中等教育段階の各学校や専修学校専門課程（専門学校）における専門教育は、特定の職業人を養成するといった関係が深い。知識や学問を実用的な職能に役立てようとする教育であり、様々な分野がある。現在の専門学校を除く国際・経済系の各学校では職業にとどまらず、基礎教養を高めることにも重点を置いており、社会や人生で生きていく上での必要な教養を高めるというような理念がある。
高等教育での専門教育は多岐にわたる。学者・研究者・技術者となるためのもの、そして法曹や官僚、経営者や評論家などとしての知的生産を行うための教育もここに含まれる。また、伝統的に分野ごとの専門性を重んじてきたため、教える者と学ぶ者の間に徒弟的な強い関係が築かれることもある。特に法曹や官僚では師弟関係が強く、政治塾等で強い関係が結ばれることも多い。
日本では専門教育は専門学校を除いて一般教育と重ねて行われており、事実上複合された教育であるが便宜上、専門教育は専門教育として区別されている。

## 一般教育と専門教育の比較
一般教育と専門教育はよく比較される。しかし、元々思想も性質も違うものであり、根底と役割をたどれば比べることは不可能である。むしろ、双方をバランスよく使い分けることが必要であろう。そもそも高等教育においては、どこまでを専門教育の範疇とするか、どこまでを一般教育の範疇とするかということを、単に学問分野上の分類だけで厳密に定めることは究極的には不可能だろう。大学における教育研究は、常にそのようなジレンマを抱えているのである。
しかし戦前の日本では、戦前は一般教育は旧制高校で、専門教育は大学で行われたため、旧制高校から大学へ進学するというスタイルのもとでは一般教育は低くみられがちであった（ただし、旧制高校ではその身分の不安定さからよく議論が行われたため大学では専門のみ学べばよかった、という太田次郎の指摘もある）。戦後の大学教育では、旧制高校に相当する部分は専門以外の教育という形（大学設置基準でいう一般教育科目、外国語科目、保健体育科目、基礎教育科目）で行われたがこの傾向を払拭することはできなかった。1960年代後半になると大学によっては、専門科目以外を担当する目的の組織・教養部が出来たが、「教養部の必要単位を満たすと学部の根幹をなす専門教育が受けられる」という形をとったため改善とまではいかなかった。専門以外の大学教員の中には存在目的をよく理解しないまま着任した者もおり、この傾向に拍車をかけた。なお大学設置基準は1993年に改正され、専門科目を含めた科目の区分がなくなり、この影響で教養部がなくなっていったため、今日この傾向はさらに強まっているといってよい。
このような事態を文部科学省は積極的に改善しようとしており、一時は教養部を一律に制度化し多くの大学で導入されたこともあったが、国民の先入観などもありなかなか変化していなかった。
近年では一般教育と専門教育を上手く組み合わせる例も見られる。例として工学部などを持つ大学において文系教育を行ったり、逆に文系学部において理系的視点から捉える教育姿勢(東京理科大学の経営学部など)や、総合学科の設置がその一例である。